# Louis Barré (Radsportler)
Louis Barré (* 6. April 2000 in Nantes) ist ein französischer Radrennfahrer.

## Karriere
Als Junior wurde Barré im Jahr 2017 Neunter der Tour du Pays de Vaud und gewann die Bergwertung der Ronde des Vallées. Im Jahr 2018 wurde er Vierter von des Junioren-Rennens von Gent–Wevelgem (Grote Prijs André Noyelle-Ieper), ehe er 32. des Course de la Paix Juniors wurde und das Straßenrennen der französischen Juniorenmeisterschaften als Dritter beendete.
Ab dem Jahr 2019 ging Barré für das Team U Nantes Atlantique an den Start. In der Saison 2021 gewann er eine Etappe der L'Estivale Bretonne, einem nationalen Rennen, das er als Gesamtzweiter beendete. In der Klasse U23 wurde er im selben Jahr Siebter der Straßenradsport-Europameisterschaften in Trient, ehe er Lüttich–Bastogne–Lüttich Espoirs als Vierter beendete.
Am 1. August 2022 wechselte Louis Barré im Alter von 22 Jahren zum französischen UCI ProTeam Arkéa-Samsic, wo er beim Arctic Race of Norway sein Debüt gab. Am Ende der Saison bestritt er mit der Lombardei-Rundfahrt sein erstes Monument des Radsports. In seiner zweiten Saison stand er als Dritter am Podium der Route Adélie, ehe er mit dem sechsten Gesamtrang bei der Tour of Guangxi 2023 erstmals eine Rundfahrt der UCI WorldTour in den Top 10 beendete. Sein Grand-Tour-Debüt gab er beim Giro d’Italia 2024, den er jedoch im Vorfeld der 11. Etappe krankheitsbedingt aufgab.
Zur Saison 2025 wechselte Barré zum UCI WorldTeam Intermarché-Wanty.

## Erfolge
2017
- Bergwertung Ronde des Vallées

## Grand Tour-Platzierungen
| Grand Tour            | 2024 | 2025 |
| --------------------- | ---- | ---- |
| Giro d’ItaliaGiro     | DNF  | –    |
| Tour de FranceTour    | –    | 82   |
| Vuelta a EspañaVuelta | –    |      |